# Partit d'Acció Democràtica (Bòsnia i Hercegovina)
El Partit d'Acció Democràtica (bosnià Stranka Demokratske Akcije) és un partit polític de Bòsnia i Hercegovina fundat el 26 de maig de 1990.

## Història
El Partit d'Acció Democràtica va ser fundat a Cazin el maig de 1990 per Alija Izetbegović, Muhamed Filipović i Fikret Abdić per a representar els musulmans de Bòsnia (serbis i croats ja eren representats per SDS i HDZ, respectivament). El SDA va ser el primer partit bosnià d'orientació nacional a Iugoslàvia després de la prohibició del sistema multipartidista el 1945 pel lideratge comunista iugoslau.
El SDA aconseguí un èxit considerable a les eleccions després de la caiguda del comunisme a la dècada de 1990. Va fundar el diari Ljiljan. Encara segueix sent el partit polític més fort entre la població bosniana a Bòsnia i Hercegovina, i té sucursals a Croàcia i Sèrbia (regió de Sandžak). L'exalcalde de Sarajevo, Semiha Borovac, és membre del SDA.
El partit va ser criticat durant la guerra de Bòsnia pels polítics separatistes serbis i croats (molts d'ells van ser declarats culpables de crims de guerra pel Tribunal Penal Internacional per a l'antiga Iugoslàvia com Biljana Plavšić, Momčilo Krajišnik, Dario Kordica, etc.) i alguns bosnians. D'altra banda, a diferència del tractament que els militants del Partit Democràtic Serbi (SDS) i la Unió Democràtica Croata (HDZ) donaven les minories a les zones sota el seu control durant la guerra de Bòsnia, el SDA presumptament no va participar en la persecució organitzada dels serbis i croats a les zones sota el seu control, i l'Església catòlica i les esglésies ortodoxes orientals a Bihac, Sarajevo, Tuzla i altres ciutats van romandre intactes durant tota la guerra, en comparació amb més de 800 mesquites destruïdes pels nacionalistes croats i serbis.
Després de les eleccions generals de Bòsnia i Hercegovina de 2000 el partit va ser derrotat pel Partit Socialdemòcrata de Bòsnia i Hercegovina i altres partits aplegats en la "Aliança pel Canvi", i es trobà en l'oposició per primera vegada des de la seva creació el 1990. És un membre observador del Partit Popular Europeu (PPE).

## Eleccions de 2006
En les eleccions generals de Bòsnia i Hercegovina de 2006 celebrades l'1 d'octubre de 2006, el partit va obtenir:
- 9 dels 42 escons a la Cambra de Representants de Bòsnia i Hercegovina.
- 28 dels 98 escons a la Cambra de Representants de la Federació de Bòsnia i Hercegovina
- 3 de cada 83 a l'Assemblea Nacional de la República Sèrbia.
- 1 de 2 seients a la vicepresidència de la República Sèrbia.
- 13 dels 35 escons a l'assemblea del cantó de Zenica-Doboj
- 12 dels 35 escons a l'assemblea del cantó de Tuzla
- 12 dels 30 escons a l'assemblea del Cantó d'Una-Sana
- 10 dels 35 escons a l'assemblea del Cantó de Sarajevo
- 9 dels 25 escons a l'assemblea del cantó de Podrinje Bosnià
- 8 dels 30 escons a l'assemblea del Cantó de Bòsnia Central
- 6 dels 30 escons en l'Assemblea del cantó d'Hercegovina-Neretva
- 2 de 21 escons a l'assemblea del cantó de Posavina
- 2 de 10 escons a l'Assemblea de Cantó 10
- El partit no va guanyar cap dels 23 escons a l'Assemblea de Cantó d'Hercegovina Occidental